# Nigo
Tomoaki Nagao (長尾 智明) est né le 23 décembre 1970. Il adopte le surnom de Nigo, qui se compose des chiffres japonais 2 (ni) et 5 (go). C'est un styliste, DJ, producteur et homme d'affaires japonais, fondateur d'A Bathing Ape (Bape) et actuel directeur artistique de Kenzo. Il est le DJ du groupe japonais de hip-hop Teriyaki Boyz.

## Mode

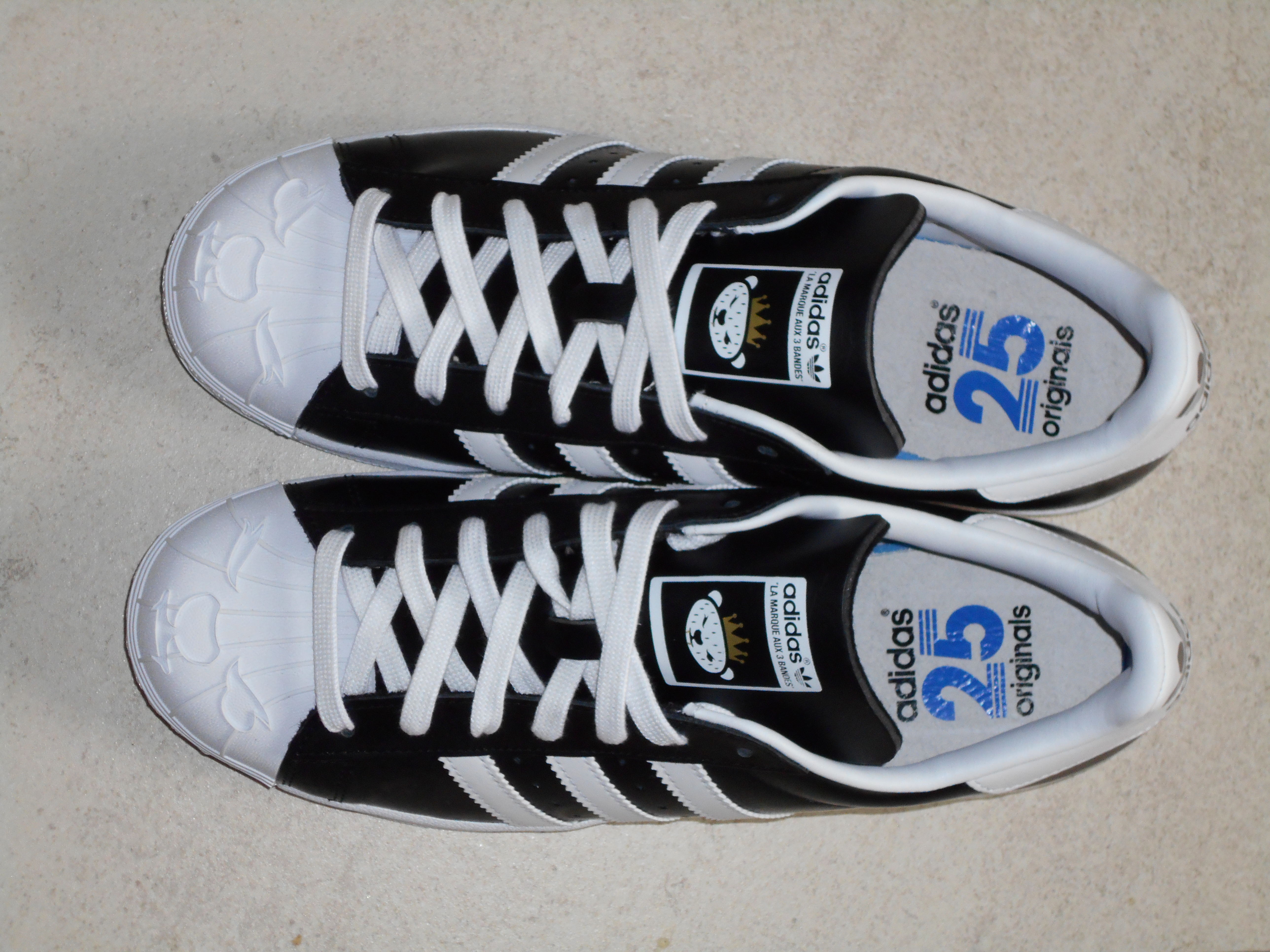
Superstar Nigo Bearfoot (S83386). Les symboles du styliste, l'ours royal (Bearfoot) et le nombre 25 ("Nigo"), sont représentés sur la basket.

Nigo fait ses premiers pas dans la mode dans un petit magasin au Japon, où il vend des t-shirts Bape et des imprimés camo. Rapidement, ces vêtements deviennent populaires chez les adolescents. En 2002, il sort la sneaker Bapesta, qui, d'après le présentateur de la BBC Jonathan Ross, deviendront par la suite « l'incarnation de la chaussure de collection. » La chaussure s'apparente à la Nike Air Force 1 par son design, à l'exception du logo Bapesta (une étoile filante) qui remplace la virgule de Nike. En 2005, Nigo s'associe avec Pharrell Williams pour créer les marques de streetwear Billionaire Boys Club et Ice Cream.
En 2014 - 2015, il collabore avec Adidas et crée une série de vêtements de sport sur lesquels on[Qui ?] retrouve ses symboles (le nombre « 25 » ou l'ours royal) : survêtements, tee shirts, baskets (Superstar, Forum, Stan Smith).
En 2017, Nigo devient le directeur de la création de la branche UT d'Uniqlo, et crée également la marque Human Made.
En 2020, Nigo collabore avec Virgil Abloh pour Louis Vuitton sur la collection capsule LV2' . 
En 2021, il est nommé directeur artistique de la marque Kenzo, et le premier défilé pour la marque sous la direction de Nigo est réalisé en janvier 2022.
Le 2 juin 2022, Nigo a fait partie du jury lors de la finale de la neuvième édition du Prix LVMH pour les Jeunes Créateurs de Mode.

## Musique et divertissement
Nigo est à associer avec des artistes de rap et de hip-hop populaires tels que Kanye West et Pharrell Williams. Il est DJ du groupe hip hop japonais Teriyaki Boyz et il est aussi propriétaire du label Bape Sounds record. 
En 2006, il possède aussi une émission de 38 épisodes sur MTV Japan appelée Nigoldeneye. Il y aura des passages de Pharrell Williams et des Beastie Boys, et d'autres artiste sous son[source secondaire nécessaire].
Le 25 mars 2022, Nigo sort sous le label Republic Records son album I Know NIGO, il a été accompagné des stars du Hip-Hop A$AP Rocky, Kid Cudi, Tyler, the Creator, Pusha T, et les TERIYAKI BOYZ .

## Divers
- Nigo parle peu anglais et emploie un traducteur quand il donne des interviews[9].